# Championnat d'Argentine de football 1974
Navigation
Saison précédente Saison suivante
La saison 1974 du Championnat d'Argentine de football était la 44e édition professionnelle de la première division argentine.
La saison argentine comporte 2 championnats. Dans le championnat Metropolitano, les 18 clubs sont répartis en deux poules où chaque formation rencontre deux fois tous ses adversaires, à domicile et à l'extérieur. Une poule finale pour le titre oppose les deux premiers de chaque poule. Le championnat Nacional regroupe les mêmes clubs ainsi que les 18 meilleurs clubs des championnats régionaux, les équipes sont réparties en 4 poules de 9 où elles s'affrontent deux fois. Une poule finale pour le titre oppose les deux premiers de chaque poule. Il peut donc y avoir 2 champions par saison.
Le club de Newell's Old Boys remporte le championnat Metropolitano; c'est le tout premier titre de champion d'Argentine de son histoire. Quant au championnat Nacional, il voit la victoire de San Lorenzo de Almagro, qui remporte là son 11e titre national. Les deux clubs obtiennent automatiquement leur qualification pour la prochaine Copa Libertadores.

## Les 18 clubs participants
| \| Buenos Aires La Plata Santa Fe Rosario \| Villes représentées lors de la saison 1974 (Championnat Metropolitano) |
| Buenos Aires La Plata Santa Fe Rosario                                                                              |

- Boca Juniors
- San Lorenzo de Almagro
- Ferro Carril Oeste
- River Plate
- Racing Club
- Independiente
- Rosario Central
- Gimnasia y Esgrima (La Plata)
- Huracán
- Chacarita Juniors
- Vélez Sársfield
- Argentinos Juniors
- Estudiantes (La Plata)
- Atlanta
- Newell's Old Boys (Rosario)
- All Boys
- Colón (Santa Fe)
- Banfield - Promu de Segunda División

## Première phase

### Championnat Metropolitano
Tous les classements sont établis en utilisant le barème suivant :
- Victoire : 2 points
- Match nul : 1 point
- Défaite, forfait ou abandon : 0 point

#### Groupe A
| Rang | Équipe                        | Pts | J  | G  | N | P  | Bp | Bc | Diff |
| ---- | ----------------------------- | --- | -- | -- | - | -- | -- | -- | ---- |
| 1    | Rosario Central               | 26  | 18 | 12 | 2 | 4  | 39 | 23 | +16  |
| 2    | Huracán T                     | 21  | 18 | 8  | 5 | 5  | 32 | 29 | +3   |
| 3    | River Plate                   | 20  | 18 | 9  | 2 | 7  | 37 | 28 | +9   |
| 4    | Racing Club                   | 20  | 18 | 9  | 2 | 7  | 28 | 30 | -2   |
| 5    | All Boys                      | 18  | 18 | 6  | 6 | 6  | 22 | 24 | -2   |
| 6    | Gimnasia y Esgrima (La Plata) | 17  | 18 | 6  | 5 | 7  | 30 | 29 | +1   |
| 7    | Atlanta                       | 17  | 18 | 5  | 7 | 6  | 29 | 33 | -4   |
| 8    | Vélez Sársfield               | 12  | 18 | 4  | 4 | 10 | 20 | 32 | -12  |
| 9    | Banfield P                    | 11  | 18 | 3  | 5 | 10 | 22 | 31 | -9   |

|  | Qualification pour la poule finale pour le titre  |
|  | T : Tenant du titre P : Promu de Segunda Division |

#### Groupe B
| Rang | Équipe                 | Pts | J  | G  | N | P  | Bp | Bc | Diff |
| ---- | ---------------------- | --- | -- | -- | - | -- | -- | -- | ---- |
| 1    | Newell's Old Boys      | 24  | 18 | 10 | 4 | 4  | 32 | 27 | +5   |
| 2    | Boca Juniors           | 23  | 18 | 10 | 3 | 5  | 37 | 21 | +16  |
| 3    | Ferro Carril Oeste     | 23  | 18 | 8  | 7 | 3  | 28 | 20 | +8   |
| 4    | Colón (Santa Fe)       | 21  | 18 | 8  | 5 | 5  | 30 | 30 | 0    |
| 5    | Independiente          | 20  | 18 | 7  | 6 | 5  | 38 | 23 | +15  |
| 6    | San Lorenzo de Almagro | 14  | 18 | 4  | 6 | 8  | 23 | 30 | -7   |
| 7    | Argentinos Juniors     | 14  | 18 | 5  | 4 | 9  | 33 | 42 | -9   |
| 8    | Estudiantes (La Plata) | 13  | 18 | 5  | 3 | 10 | 21 | 28 | -7   |
| 9    | Chacarita Juniors      | 10  | 18 | 2  | 6 | 10 | 21 | 42 | -21  |

|  | Qualification pour la poule finale pour le titre |

- Match de barrage pour la deuxième place : Boca Juniors 2 - 0 Ferro Carril Oeste

#### Poule finale
| Rang | Équipe                      | Pts | J | G | N | P | Bp | Bc | Diff |
| ---- | --------------------------- | --- | - | - | - | - | -- | -- | ---- |
| 1    | Newell's Old Boys (Rosario) | 5   | 3 | 2 | 1 | 0 | 6  | 4  | +2   |
| 2    | Rosario Central             | 3   | 3 | 1 | 1 | 1 | 5  | 4  | +1   |
| 3    | Boca Juniors                | 2   | 3 | 1 | 0 | 2 | 4  | 5  | -1   |
| 4    | Huracán T                   | 2   | 3 | 1 | 0 | 2 | 4  | 6  | -2   |

|  | Qualification pour le barrage pré-Copa Libertadores 1975 |
|  | T : Tenant du titre                                      |

## Deuxième phase

### Championnat Nacional
| \| Bs Aires La Plata Rosario Santa Fe Mar del Plata Tucumán Córdoba Mendoza Palpalá Villa Regina Salta Resistencia San Juan Comodoro Rivadavia San Rafael Junín Corrientes Bahía Blanca \| Villes représentées lors de la saison 1974 (Championnat Nacional) |
| Bs Aires La Plata Rosario Santa Fe Mar del Plata Tucumán Córdoba Mendoza Palpalá Villa Regina Salta Resistencia San Juan Comodoro Rivadavia San Rafael Junín Corrientes Bahía Blanca                                                                         |

Tous les clubs ayant participé au championnat Metropolitano et les 18 meilleures équipes régionales sont réparties en quatre poules où les clubs s'affrontent deux fois, à domicile et à l'extérieur. Les deux premiers de chaque poule sont qualifiés pour la poule finale pour le titre.

#### Poule A
| Rang | Équipe                           | Pts | J  | G  | N | P  | Bp | Bc | Diff |
| ---- | -------------------------------- | --- | -- | -- | - | -- | -- | -- | ---- |
| 1    | Boca Juniors                     | 32  | 18 | 15 | 2 | 1  | 46 | 10 | +36  |
| 2    | Rosario Central                  | 30  | 18 | 13 | 4 | 1  | 36 | 8  | +28  |
| 3    | Banfield                         | 22  | 18 | 9  | 4 | 5  | 42 | 25 | +17  |
| 4    | Estudiantes (La Plata)           | 20  | 18 | 8  | 4 | 6  | 25 | 20 | +5   |
| 5    | Belgrano (Córdoba)               | 19  | 18 | 8  | 3 | 7  | 30 | 21 | +9   |
| 6    | Sportivo Desamparados (San Juan) | 15  | 18 | 5  | 5 | 8  | 32 | 35 | -3   |
| 7    | Central Norte (Salta)            | 14  | 18 | 5  | 4 | 9  | 22 | 31 | -9   |
| 8    | All Boys                         | 9   | 18 | 2  | 5 | 11 | 20 | 36 | -16  |
| 9    | Puerto Comercial (Bahía Blanca)  | 4   | 18 | 2  | 0 | 16 | 14 | 75 | -61  |

|  | Qualification pour la phase finale |

#### Poule B
| Rang | Équipe                        | Pts | J  | G  | N | P  | Bp | Bc | Diff |
| ---- | ----------------------------- | --- | -- | -- | - | -- | -- | -- | ---- |
| 1    | Talleres (Córdoba)            | 25  | 18 | 10 | 5 | 3  | 25 | 12 | +13  |
| 2    | Newell's Old Boys (Rosario)   | 22  | 18 | 7  | 8 | 3  | 27 | 20 | +7   |
| 3    | Gimnasia y Esgrima (La Plata) | 21  | 18 | 9  | 3 | 6  | 29 | 22 | +7   |
| 4    | Altos Hornos Zapla (Jujuy)    | 21  | 18 | 7  | 7 | 4  | 30 | 27 | +3   |
| 5    | River Plate                   | 19  | 18 | 7  | 5 | 6  | 33 | 20 | +13  |
| 6    | Argentinos Juniors            | 18  | 18 | 6  | 6 | 6  | 29 | 31 | -2   |
| 7    | Colón (Santa Fe)              | 14  | 18 | 4  | 6 | 8  | 20 | 22 | -2   |
| 8    | Jorge Newbery (Junín)         | 13  | 18 | 2  | 9 | 7  | 9  | 18 | -9   |
| 9    | Huracán (Mendoza)             | 6   | 18 | 1  | 4 | 13 | 12 | 48 | -36  |

|  | Qualification pour la phase finale |

#### Poule C
| Rang | Équipe                         | Pts | J  | G  | N | P  | Bp | Bc | Diff |
| ---- | ------------------------------ | --- | -- | -- | - | -- | -- | -- | ---- |
| 1    | San Lorenzo de Almagro         | 27  | 18 | 11 | 5 | 2  | 43 | 14 | +29  |
| 2    | Ferro Carril Oeste             | 26  | 18 | 12 | 2 | 4  | 28 | 16 | +12  |
| 3    | Racing Club                    | 22  | 18 | 9  | 4 | 5  | 35 | 23 | +12  |
| 4    | San Martin (Tucumán)           | 22  | 18 | 8  | 6 | 4  | 24 | 18 | +6   |
| 5    | Chacarita Juniors              | 18  | 18 | 8  | 2 | 8  | 31 | 29 | +2   |
| 6    | Aldosivi (Mar del Plata)       | 16  | 18 | 6  | 4 | 8  | 24 | 30 | -6   |
| 7    | Atlético Regina (Rio Negro)    | 12  | 18 | 3  | 6 | 9  | 13 | 30 | -17  |
| 8    | Deportivo Mandiyu (Corrientes) | 10  | 18 | 3  | 4 | 11 | 20 | 37 | -17  |
| 9    | Godoy Cruz (Mendoza)           | 8   | 18 | 3  | 2 | 13 | 15 | 35 | -20  |

|  | Qualification pour la phase finale |

#### Poule D
| Rang | Équipe                       | Pts | J  | G  | N | P  | Bp | Bc | Diff |
| ---- | ---------------------------- | --- | -- | -- | - | -- | -- | -- | ---- |
| 1    | Vélez Sársfield              | 26  | 18 | 11 | 4 | 3  | 34 | 12 | +22  |
| 2    | Independiente                | 25  | 18 | 10 | 5 | 3  | 49 | 19 | +30  |
| 3    | San Martín (Mendoza)         | 24  | 18 | 10 | 4 | 4  | 27 | 18 | +9   |
| 4    | Huracán                      | 23  | 18 | 9  | 5 | 4  | 38 | 24 | +14  |
| 5    | Atlético Tucumán             | 16  | 18 | 5  | 6 | 7  | 29 | 26 | +3   |
| 6    | Huracán (Comodoro Rivadavia) | 15  | 18 | 4  | 7 | 7  | 20 | 40 | -20  |
| 7    | Chaco For Ever (Chaco)       | 14  | 18 | 3  | 8 | 7  | 19 | 30 | -11  |
| 8    | San Lorenzo (Mar del Plata)  | 11  | 18 | 3  | 5 | 10 | 21 | 40 | -19  |
| 9    | Atlanta                      | 9   | 18 | 3  | 3 | 12 | 12 | 41 | -29  |

|  | Qualification pour la phase finale |

#### Poule finale
| Rang | Équipe                      | Pts | J | G | N | P | Bp | Bc | Diff |
| ---- | --------------------------- | --- | - | - | - | - | -- | -- | ---- |
| 1    | San Lorenzo de Almagro      | 11  | 7 | 5 | 1 | 1 | 11 | 8  | +3   |
| 2    | Rosario Central T           | 10  | 7 | 4 | 2 | 1 | 16 | 13 | +3   |
| 3    | Vélez Sársfield             | 8   | 7 | 4 | 0 | 3 | 15 | 9  | +6   |
| 4    | Talleres (Córdoba)          | 7   | 7 | 3 | 1 | 3 | 10 | 10 | 0    |
| 5    | Independiente (CL)          | 6   | 7 | 3 | 0 | 4 | 9  | 9  | 0    |
| 6    | Ferro Carril Oeste          | 6   | 7 | 2 | 2 | 3 | 11 | 14 | -3   |
| 7    | Boca Juniors                | 4   | 7 | 2 | 0 | 5 | 10 | 11 | -1   |
| 8    | Newell's Old Boys (Rosario) | 4   | 7 | 1 | 2 | 4 | 7  | 15 | -8   |

|  | Qualification pour le barrage pré-Copa Libertadores 1975          |
|  | Qualification pour la Copa Libertadores 1975                      |
|  | T : Tenant du titre (CL) : Vainqueur de la Copa Libertadores 1974 |

### Barrage pré-Libertadores
Les deux premiers de chacun des tournois, Metropolitano et Nacional, se retrouvent au sein d'une poule où les formations s'affrontent une seule fois. Étant donné que Rosario Central a terminé à la deuxième place dans les deux compétitions, il n'y a que 3 clubs pour se disputer les deux billets pour la prochaine Copa Libertadores.
| Rang | Équipe                      | Pts | J | G | N | P | Bp | Bc | Diff |  | Résultats (▼ dom., ► ext.)  | Ros | New | San |
| ---- | --------------------------- | --- | - | - | - | - | -- | -- | ---- |  | --------------------------- | --- | --- | --- |
| 1    | Rosario Central             | 4   | 2 | 2 | 0 | 0 | 3  | 0  | +3   |  | Rosario Central             |     | 2-0 |     |
| 2    | Newell's Old Boys (Rosario) | 2   | 2 | 1 | 0 | 1 | 2  | 2  | 0    |  | Newell's Old Boys (Rosario) |     |     | 2-0 |
| 3    | San Lorenzo de Almagro      | 0   | 2 | 0 | 0 | 2 | 0  | 3  | -3   |  | San Lorenzo de Almagro      | 0-1 |     |     |

|  | Qualification pour la Copa Libertadores 1975 |

## Bilan de la saison
| Championnat d'Argentine de football 1974                             | |
| Champion                                                             | Metropolitano : Newell's Old Boys (Rosario) (1er titre) Nacional : San Lorenzo de Almagro (11e titre) |
| Qualifications continentales                                         | |
| Copa Libertadores 1975                                               | Independiente (tenant du titre)                                                                       |
| Copa Libertadores 1975                                               | Rosario Central                                                                                       |
| Copa Libertadores 1975                                               | Newell's Old Boys (Rosario)                                                                           |
| Promotions et relégations                                            | |
| Promus en Championnat d'Argentine de football                        | Temperley                                                                                             |
| Promus en Championnat d'Argentine de football                        | Unión (Santa Fe)                                                                                      |
| Relégués en Championnat d'Argentine de football de deuxième division | Aucun                                                                                                 |